# Paris Jazz
Ne doit pas être confondu avec Jazz Radio.
Paris Jazz était une station de radio française associative créée en 1996 par Frédéric Charbaut, Patrick Kuban et Christophe Mahé sur le modèle de la radio historique Jazzland.  

## Historique
À partir de 1996, Paris Jazz émet 24h/24 sur Canalsatellite et Numericable durant six ans.
D'autre part, elle diffuse ses émissions musicales jazzy sur la bande FM parisienne de 14 h à 19 h et de 23 h à 7 h, en fréquence partagée avec la station de hip-hop Générations.
En janvier 2002, faute de moyens et handicapée par une demi-fréquence, le projet associatif touche à sa fin. Générations fusionne avec Paris Jazz et un nouvel ensemble dénommé « Générations Paris Jazz » au format Jazz & Soul est autorisé par le CSA en catégorie B (station locale et commerciale). 
En novembre 2002, le jazz est progressivement abandonné et la station prend sa dénomination définitive de Générations, diffusant dès lors un format hip-hop,.

## Identité de la station et programmation
Paris Jazz a été, comme Jazz Radio, la première antenne 100 % jazz, bien avant le reformatage de TSF en 1999.